# Fabian-Jean-Louis Pradère
Fabian-Jean-Louis Pradère, francoski general, * 1889, † 1973.